# Spændetrøje
En spændetrøje er en trøje eller jakke af solidt stof med lange ærmer som kan bindes i kors over brystet eller på ryggen, eller fastgøres til en seng eller stol, sådan at brugerens bevægelser hindres. Spændetrøjer har traditionelt været brugt på urolige fanger og psykiatriske patienter.
Årsagen til, at personer bliver udstyret med spændetrøjer, er typisk som følge af fare for, at de kan skade sig selv eller andre. Spændetrøjer er også meget brugt blandt tryllekunstnere, illusionister og "udbryderkonger".
For at en spændetrøje skal fungere effektivt, må den være så lille som mulig. En jakke som er for bred over brystet og armene vil være mulig at komme ud af. Det kan være smertefuldt at være iført spændetrøje over længere perioder. Typisk kan man få hovne albuer og man kan opleve at ens fingre begynder at sove som følge af dårlig blodcirkulation.
Et alternativ til spændetrøjer er fiksering på en seng eller bord, hvor et bælte bliver sat om livet på patienten og arme og ben bliver fikseret med læderremme omkring håndled og ankler.
 Der er for få eller ingen kildehenvisninger i denne artikel, hvilket er et problem. Du kan hjælpe ved at angive troværdige kilder til de påstande, som fremføres i artiklen.